# 白石警察署 (佐賀県)
白石警察署（しろいしけいさつしょ）は、佐賀県警察が管轄する警察署の一つで、杵藤地区に属する。
2019年6月1日、新庁舎での業務が開始した。

## 概要
杵島郡白石町・江北町・大町町の3町を管轄。平成の大合併が行われる直前までは、白石町・有明町・福富町・江北町の4町を管轄していた。
2006年（平成18年）4月1日に大町警察署と統合したことで、大町町が白石警察署の管轄区域に編入され、白石警察署の管轄面積が拡大した。佐賀県内の警察署が再編されて以降、郡部に所在する警察署は白石警察署のみとなっている。

## 管轄区域
- 杵島郡
  - 白石町
  - 江北町
  - 大町町

## 所在地
- 佐賀県杵島郡白石町大字東郷1249番地3

## 沿革
- 2006年（平成18年）4月1日 - 警察署の再編計画により大町警察署を統合。
- 2017年（平成29年）5月15日 - 新庁舎建築のため、大町幹部派出所を白石警察署仮庁舎として移転[1]。
- 2019年（令和元年）6月1日 - 新庁舎で業務開始[1]。

## 幹部派出所
- 大町幹部派出所 - 旧大町警察署。いわゆる幹部交番としての運用が行われる。

## 交番
- 江北交番

## 駐在所
- 大町警察官駐在所
- 福母警察官駐在所
- 福富警察官駐在所
- 住の江警察官駐在所
- 北有明警察官駐在所
- 須古警察官駐在所
- 南有明警察官駐在所
- 有明警察官駐在所

## 警備艇
- 佐1 しらぬひ 12m型 2020/4/30- （有明海機動警ら隊）
- (退役) 佐1 しらぬひ -2020